# Нёстволл, Тонье
Тонье Нёстволл (норв. Tonje Nøstvold, родилась 7 мая 1985 года в Ставангере) — норвежская гандболистка, двукратная олимпийская чемпионка (2008 и 2012), чемпионка мира (2011), трёхкратная чемпионка Европы (2006, 2008 и 2010).

## Биография

### Клубная карьера
Занимается гандболом с 7 лет, первым клубом стал «Хундвог». Позже Нёстволл перешла в «Солу», которую в 2005 году сменила на «Бьёсен». С ним она вышла в 2007 году в финал Кубка обладателей кубков, который проиграла румынскому «Ольтхиму». В 2008 году Нёстволл перешла в датский клуб Первой лиги «Мидтьюланн», выиграв с ним в 2011 году Кубок ЕГФ и чемпионат Дании. Летом 2011 года она вернулась в «Бьёсен», а в ноябре 2014 года объявила о прекращении своей карьеры по семейным обстоятельствам, но в январе 2016 года после рождения ребёнка вернулась в состав «Солы».

### Карьера в сборной
Нёстволл сыграла 183 игры за сборную, забросив 408 мячей. В составе норвежской сборной она выиграла трижды чемпионат Европы (2006, 2008 и 2010), дважды Олимпийские игры (2008 и 2012) и собрала полный комплект наград на чемпионатах мира (чемпионка 2011 года, вице-чемпионка 2007 и бронзовый призёр 2009 годов). Из сборной она ушла в 2014 году: последний крупный турнир с её участием для Норвегии, чемпионат мира 2013 года, завершился выбыванием норвежек из борьбы на стадии четвертьфинала.

## Личная жизнь
Муж — гандбольный вратарь Кристоффер Мидбё Лунде. Сын — Фредрик.